# Валуйская епархия
Валу́йская епа́рхия — епархия Русской православной церкви, объединяющая приходы и монастыри в восточной части Белгородской области (в границах Алексеевского, Валуйского, Вейделевского, Волоконовского, Красненского, Красногвардейского и Ровеньского районов). Входит в состав Белгородской митрополии.

## История
В ноябре 1920 года было учреждено Валуйское викариатство Воронежской епархии. Местонахождением викариатства был определён город Валуйки Воронежской губернии. После ухода викария Филиппа (Перова) в обновленчество кафедра не замещалась.
6 июня 2012 года решением Священного синода Русской православной церкви была создана Валуйская епархия, с выделением её территории из состава Белгородской епархии с включением новообразованной епархии в состав Белгородской митрополии.

## Епископы
Валуйское викариатство
- Епископ Филипп (Перов) (14 ноября 1920 — 1922)

Валуйская епархия
- Епископ Иоанн (Попов) (6 июня 2012 — 22 ноября 2015) в/у, митрополит Белгородский
- Епископ Савва (Никифоров) (с 22 ноября 2015 года)

## Благочиния
Епархия разделена на 8 церковных округов (по состоянию на октябрь 2022 года):
- 1-е Бирюченское благочиние
- 2-е Бирюченское благочиние
- Алексеевское благочиние
- Валуйское благочиние
- Вейделевское благочиние
- Волоконовское благочиние
- Красненское благочиние
- Ровеньское благочиние

## Монастыри
недействующие
- Валуйский Успенский Николаевский монастырь (мужской; микрорайон Раздолье, Валуйки)
- Пещерный монастырь Игнатия Богоносца (мужской; микрорайон Раздолье, Валуйки)
- Николо-Тихвинский монастырь (женский; поселок Пятницкое Волоконовского района) на стадии возрождения.